# Verše z vyhnanství
Verše z vyhnanství je název knihy, obsahující překlad díla, jehož autorem je Publius Ovidius Naso.
Kniha obsahuje básně z posledního desetiletí básníkova života. Jsou to sbírky Žalozpěvy (latinsky Tristia), Listy z Pontu (latinsky Epistulae ex Ponto), Íbis, O lovu ryb (latinsky Halieutica), Kalendář (latinsky Fasti).
Z latinských originálů podle vydání Ovidius: Tristia-Ibis-Ex Ponto-Fasti-Halieutica, B. G. Teubner (Leipzig 1911 a 1922) přeložili Ivan Bureš (Kalendář) a Rudolf Mertlík (vše ostatní). Poznámky a seznam vlastních jmen sestavil Rudolf Mertlík, poznámky k fragmentu O lovu ryb připojil Jiří Čihař. Předmluvu napsala Dana Slabochová.
Knihu vydalo Nakladatelství Svoboda v roce 1985 jako 53. svazek edice Antická knihovna.